# برث أوفال
برث أوفال (بالإنجليزية: Perth Oval)‏ هو ملعب كرة قدم يقع في برث، عاصمة ولاية أستراليا الغربية، أستراليا، يتسع لـ 20500 متفرج. بدأ بناؤه في 1910. تم تجديده في 2004 و2012.

## روابط خارجية
- الموقع الرسمي